# Nida, Litva
Nida (nemško Nidden, kurško Nīde) je letoviško mesto v Litvi, upravno središče občine Neringa. Mesto leži na Kurski kosi med Kursko laguno in Baltskim morjem in je najbolj zahodna točka Litve in baltskih držav, blizu meje z rusko eksklavo Kaliningrajsko oblastjo. Trenutno ima približno 2385 prebivalcev.

## Zgodovina
Nida, tako kot celotno Kursko koso, so prvotno naselili baltski Kurši. Nida je bila prvič omenjena v dokumentih leta 1385 v dokumentih križarskega reda. Prvotna lokacija kraja do leta 1675 je bila dobrih pet kilometrov južneje za visoko sipino na Grabscher Haken (pruski grabis = gora). Druga vaška lokacija Nide, ki jo je povzročilo zamuljenje, je bila od približno 1675 do 1730-ih neposredno ob laguni, približno na ravni Grabscher Haken. Ime Nidden izhaja iz pruske neid, nid, nida: tok, dvig in potop.
Nida je bila na poštni cesti od Koenigsberga (sodobni Kaliningrad) do Memela (sodobna Klajpeda).
Leta 1709 je kuga ubila skoraj celotno prebivalstvo Nide. Pokopališče kužnih, ki ga je opisala Agnes Miegel v pesmi Die Frauen von Nidden, je malo južneje od druge lokacije.
Z zamuljenjem leta 1730 so bili spet prisiljeni, da so tretjič obnovili mesto pred sipino Parnidis. Nidi sta bili priključeni majhni vasici Skruzdynė (kursko narečje skruzde - mravlja) in Purwin (prusko purvini - umazano mesto, močvirje; litovsko Purvynė). Danes je Nida največje mesto na Kurski kosi s 1500 stalnimi prebivalci. Nida je od Klaipėde oddaljena 48 kilometrov, od meje z Rusko federacijo pa štiri kilometre.
Do leta 1919 je Nida pripadala Nemškemu cesarstvu; S sklenitvijo Versajske pogodbe leta 1919 je bilo mesto dodeljeno mandatnemu območju Lige narodov Memelland (z mejo z Vzhodno Prusijo nekaj kilometrov južno, okoli današnje meje z rusko Kaliningrajsko oblastjo na območju Visoke sipine, Parnidžio Kopa); od 1923 do 1939 je pripadala samostojni Litvi, 1939 do 1945 spet Nemškemu rajhu in od 1945 do 1990 Litovski socialistični sovjetski republiki, od takrat spet samostojni Litvi.
Leta 1939 je v mestu živelo 736 prebivalcev. 
Skoraj vsi prebivalci Nide - tako kot celotna Kurska kosa - so leta 1944/45 pobegnili proti zahodu pred Rdečo armado. Sovjetske enote so Nido zasedle februarja 1945. Evangeličansko-luteranska ribiška cerkev je bila popolnoma izropana, staro ribiško pokopališče z lesenimi kurskimi grobnimi spomeniki (Kurenkreuze), slike in zbirko slik Ernsta Mollenhauerja so vojaki požgali. Težki leseni ribiški čolni Kurenkähne z značilnimi zastavicami so bili potopljeni v laguni. Kurska kosa z Nido je bila omejeno vojaško območje, hermetično zaprto do leta 1961. Preselitev je potekala pri prebivalcih drugih sovjetskih republik, ne predvsem pri Litovcih.
Nida je bila zlasti po neodvisnosti Litve leta 1991 zelo uspešno obnovljena, nenazadnje tudi zaradi turizma.

### Umetniška kolonija
Od konca 19. stoletja je krajina sipin in živali postala priljubljena med krajinskimi slikarji iz umetniške šole Kunstakademie Königsberg. Lokalna gostilna Hermana Blodeja je bila jedro kolonije ekspresionističnih umetnikov (kolonija umetnikov Nidden – Künstlerkolonie Nidden). Lovis Corinth je tam bival, prav tako Max Pechstein, Alfred Lichtwark, Karl Schmidt-Rottluff in Alfred Particle. To območje so obiskali slikarji iz Königsberga, kot sta Julius Freymuth in Eduard Bischoff, , prav tako pa tudi pesnika, kot sta Ernst Wiechert in Carl Zuckmayer. Med drugimi gosti so bili še Ernst Kirchner, Ernst Mollenhauer, Franz Domscheit in Herrmann Wirth. Slikarji so se običajno nastanili v Blodejevem hotelu in nekaj svojih del pustili pri njem. Nekateri so si v bližini zgradili tudi lastna prebivališča.
Po prvi svetovni vojni je Nida skupaj s severno polovico Kurske kose postala del Memellanda po Versajski pogodbi iz leta 1919, vendar ga je Litva leta 1923 nezakonito priključila. Vas je preimenovana v Nido kljub temu ostala nemško naselje; meja s preostalo nemško (vzhodnoprusko) polovico kose je ležala le nekaj kilometrov južneje.
Leta 1929 je Nobelov nagrajenec Thomas Mann med počitnicami v bližnjem Rauschenu obiskal Nido in se odločil, da bo na hribu nad laguno postavili poletno hišo; domačini so se ji posmehovali kot Koča strica Toma (Onkel Toms Hütte). Z družino je poletja 1930–32 preživel v koči in tam so nastali deli epskega romana Jožef in njegovi bratje (Joseph und seine Brüder).
Manna so zaradi političnih nazorov ogrožal nacisti. Po Hitlerjevem prevzemu oblasti leta 1933 je zapustil Nemčijo in sčasoma emigriral v ZDA. Potem ko je bila regija Klaipėda leta 1939 (zdaj nacificirana) Nemčiji ponovno priključena, je bila njegova hiša zasežena po ukazu Hermanna Göringa in imenovana rekreacijski dom za častnike Luftwaffe.

### Po vojni
V zgodnjem povojnem obdobju je bila Nida malo obiskana ribiška vas. Kasneje v sovjetskih časih je bila Nida skupaj s tremi vasmi občine Neringa (Juodkrantė, Preila in Pervalka) počitniško območje z nadzorovanim vstopom, rezervirano za funkcionarje komunistične partije in višjo industrijsko elito. Strogi predpisi o načrtovanju, prepoved industrijskega razvoja in izdatne občinske subvencije so jo ohranjali neokrnjeno. Območje je bilo od osamosvojitve odprto za vse, vendar je število obiskovalcev relativno majhno zaradi majhnega števila hotelskih sob (novosti so običajno dovoljene le na temeljih starih zgradb) in razmeroma visokih najemnin.
Mannova poletna koča je preživela vojno in je bila ohranjena na pobudo litovskega pesnika Antanasa Venclova. Prvo spominsko območje je bilo odprto že leta 1967. V sovjetski dobi je gostila knjižnico, odprto le poleti, stanovanjski prostori gostujoče knjižničarke pa so bili nameščeni iz Klaipede zgoraj, javne površine pa spodaj. V letih 1995/96 je bila hiša obnovljena po prvotni arhitekturni zasnovi in ponovno odprta kot kulturno središče, posvečeno pisatelju, s spominsko razstavo in letnim festivalom.

## Turizem
Mesto je vrhunsko počitniško letovišče, kjer vsako poletje gosti približno 200.000 do 300.000 turistov, večinoma Litovcev, Nemcev, Latvijcev in Rusov. Zanj je značilna zabava in izrazita družinska usmerjenost. Vendar pa je v zadnjih letih postalo spodobno zanimivo mesto za izvrstno elektronsko glasbo in razstave moderne umetnosti na eklektičnem umiku gozdov.
Od leta 2001 vsako leto prirejajo jazz festival. Lokalna radijska postaja Neringa FM v živo pretaka bit preko FM in prek spleta. V bližini si lahko ogledate tudi zanimiva mesta, vključno z nekaterimi najvišjimi peščenimi sipinami v Evropi, veliko sončno uro (ki je bila obnovljena, potem ko jo je poškodovala baltska nevihta), Ribiško etnografsko domačijo, galerijo-muzej jantarja in nemško protestantsko opečno gotsko cerkev (zgrajena leta 1888). Obstaja tudi kamp.
Mesto je znano po Nidden Kurenwimpel - nemško za 'kurske zastavice' - okrašenih izrezljanih zastavah, namenjenih lokalnim družinam, ki prebivajo na Kurski kosi. Na zastavah, katerih replike je mogoče videti okoli Nide, so živalske in človeške figure predstavljene kot piktogrami, ki spominjajo na pogansko pisno tradicijo. Na lokalnem pokopališču so še vedno vidni primeri krikštas, poganske oznake za pokop namesto nagrobnikov.
Nidina plaža sodeluje v programu modre zastave. Nudisti uporabljajo dele plaže blizu Nide za golo kopanje.

## Promet
Letališče v Nidi je v mestu, nima pa rednih poletov in je sposobno upravljati le majhna letala. Nida ima tudi morsko pristanišče, ki se uporablja za trajekte in ribiške ladje.
Edina cesta, ki poteka po celotni dolžini Kurske kose, ki povezuje Zelenogradsk in Smiltynė (kjer obstaja trajektna povezava s Klaipėdo), poteka skozi rob Nide. Na tej cesti vozi urni avtobus med trajektno postajo Nida in Smiltynė, medkrajevni avtobusi pa vozijo do različnih mest, kot so Kaliningrad, Klaipėda, Kaunas in Vilna.

## Znamenitosti
- Parnidis - visoka sipina pri Nidi iz lagune
- Pogled na visoko sipino
- Sončni koledar na visoki sipini
- Nekdanja poletna hiša Thomasa Manna
- Staro pokopališče pri evangeličanski cerkvi v Nidi

- Pokrajina

Glavna atrakcija Nide je njena slikovita lega na lagunski obali Kurske kose. Okoli Nide je veliko gozdov, resave in sipin. Med drugim tudi druga najvišja sipina v Evropi po sipini Du Pyla pri Arcachonu, sipina Parnidis ali Visoka sipina.
- Umetniška kolonija

Z nastankom ekspresionizma od leta 1900 dalje se je v Nido preselilo veliko umetnikov, med njimi takšni znani slikarji, kot so Lovis Corinth, Max Pechstein in Karl Schmidt-Rottluff. Umetniška kolonija Nida je bila zgrajena okoli takratnega stičišča teh slikarjev, gostilne Blode; ta gostilna obstaja še danes pod imenom Nidos Banga.
- Počitniška hiša Thomasa Manna

Leta 1929 je Thomas Mann na ‚‘Schwiegermutterbergu‘‘ na severu Nide, okrožje Purwin, zgradil počitniško in poletno hišo zase in za svojo družino. Ponujala je čudovit pogled na Kursko laguno. Tu je preživel poletne počitnice od leta 1930 do 1932 z družino in hkrati delal na svojem romanu. Leta 1995 sta bila v hiši ustanovljena muzej Thomas Mann in Kulturni center Thomas Mann. Od leta 1997 vsako leto potekajo mednarodni poletni festivali in seminarji.
- Muzej jantarja
- Staro pokopališče s tipičnimi Kurenkreuzes
- Muzej ribičev: tipična hiša ribiške družine, ki je živela v Nidi pred sto leti.
- Promenada ob plaži: Nida ima čudovito promenado na plaži in marino s pogledom na Visoke sipine.
- Spomin na jadralce

Na jugu Nide, na vzhodu, je v gozdu, ki ga je mogoče videti z Visoke sipine, spomenik pionirjem litovskega jadranja. Tu je spomenik, s katerim se poklanjajo nemškemu pilotu jadralnega letala Ferdinandu Schulzu.

## Galerija
- Kurska zastavica
- Luteranska cerkev (1888)
- Obnovljeni krikštas na etno pokopališču
- Nida pozimi